# Go Kyung-pyo
Go Kyung-pyo (hangul: 고경표; rr: Go Gyeong-pyo; nascido em 11 de junho de 1990) é um ator e comediante sul-coreano. Ele ganhou reconhecimento por seu papel no drama televisivo Reply 1988 (2015-16) e, desde então, atuou em Jealousy Incarnate (2016) e Chicago Typewriter (2017). Go estrelou seu primeiro protagonista na televisão em 2017 com Strongest Deliveryman da KBS2.

## Biografia e carreira

### 2010–2014: Início da carreira e SNL Korea
Go fez sua estreia como ator em 2010 e tornou-se membro do elenco do programa de comédia ao vivo Saturday Night Live Korea, atuando por suas três primeiras temporadas.  Desde então, ele apareceu no sitcom Standby (2012) e nos dramas My Cute Guys (2013) e Naeil's Cantabile (2014).

### 2015 – presente: Crescimento de popularidade e papéis principais
Go ganhou um reconhecimento mais amplo por seus papeis em Reply 1988 (2015) e Jealousy Incarnate (2016). Por este último, recebeu o Prêmio de Nova Estrela no SBS Drama Awards de 2016.
Em 2017, Go estrelou o romance de fantasia da tvN, Chicago Typewriter. No mesmo ano, ele foi escalado para seu primeiro papel principal em Strongest Deliveryman da KBS2. Ele então estrelou o suspense médico Cross, que iniciou sua transmissão em janeiro de 2018. Em 21 de maio do mesmo ano, Go iniciou seu serviço militar obrigatório e foi dispensado em 15 de janeiro de 2020.

## Filmografia

### Filmes
| Ano  | Título                          | Papel                    | Notas                  |
| ---- | ------------------------------- | ------------------------ | ---------------------- |
| 2011 | Jungle Fish 2                   | Bong Il-tae              |                        |
| 2012 | Graduation Trip                 |                          | curta-metragem         |
| 2012 | A Millionaire on the Run        | Hyung-chul               |                        |
| 2013 | The Story of Man & Woman        |                          | curta-metragem         |
| 2013 | Horror Stories 2                | Go Byung-shin            | segmento: "The Escape" |
| 2013 | Believe Me                      | Yoon-seong               | [ 21 ]                 |
| 2014 | One Summer Night                | Joon-ki                  | curta-metragem         |
| 2014 | Man on High Heels               | Jin-woo                  | [ 23 ]                 |
| 2014 | The Admiral: Roaring Currents   | Oh Duk-yi                | [ 24 ]                 |
| 2015 | Casa Amor: Exclusive for Ladies | Pyo Kyeong-soo           | participação           |
| 2015 | Coin Locker Girl                | Chi-do                   | [ 26 ]                 |
| 2015 | The Treacherous                 | Grande Príncipe Jinseong | [ 27 ]                 |
| 2018 | Seven Years of Night            | Seo-won                  | [ 28 ]                 |

### Televisão
| Ano       | Título                           | Papel          | Emissora  | Notas                         |
| --------- | -------------------------------- | -------------- | --------- | ----------------------------- |
| 2010      | Jungle Fish 2                    | Bong Il-tae    | KBS2      | [ 29 ]                        |
| 2011      | I Believe in Love                | Kwon Pil-young | KBS2      | [ 30 ]                        |
| 2012      | Operation Proposal               | Song Chan-wook | TV Chosun | [ 31 ]                        |
| 2012      | Standby                          | Kim Kyung-pyo  | MBC       |                               |
| 2012      | Quiz of God - temporada 3        | Seo In-gak     | OCN       | participação, episódios 10-12 |
| 2013      | My Cute Guys                     | Oh Dong-hoon   | tvN       |                               |
| 2013      | Potato Star 2013QR3              | Noh Min-hyuk   | tvN       | [ 33 ]                        |
| 2014      | Naeil's Cantabile                | Yoo Il-rak     | KBS2      |                               |
| 2015      | Warm and Cozy                    | Jung-min       | MBC       | participação episódios 1-2    |
| 2015–2016 | Reply 1988                       | Sung Sun-woo   | tvN       |                               |
| 2016      | Jealousy Incarnate               | Go Jung-won    | SBS       |                               |
| 2017      | Chicago Typewriter               | Yoo Jin-oh     | tvN       |                               |
| 2017      | Strongest Deliveryman            | Choi Kang-soo  | KBS2      |                               |
| 2017      | The Best Moment to Quit Your Job | Lee Min-woo    | Web-drama | participação                  |
| 2018      | Cross                            | Kang In-gyu    | tvN       |                               |
| 2020      | Private Life                     | Lee Jung Hwan  | JTBC      |                               |
| 2022      | Love in Contract                 | Jung Ji-ho     | tvN       |                               |

### Programas de variedades
| Year      | Title                      | Network | Notes                             |
| --------- | -------------------------- | ------- | --------------------------------- |
| 2011–2012 | Saturday Night Live Korea  | tvN     | Membro do elenco (temporadas 1-3) |
| 2016      | Youth Over Flowers: Africa | tvN     | Membro do elenco                  |

## Discografia

### Trilha sonora
| Ano  | Título                     | Notas                                            |
| ---- | -------------------------- | ------------------------------------------------ |
| 2013 | "I Wake Up Because of You" | dueto com Kim Seul-gi; faixa de My Cute Guys OST |
| 2017 | "Lalala"                   | faixa de Strongest Deliveryman OST               |

## Prêmio e indicações
| Ano  | Prêmio                  | Categoria                                                 | Trabalho indicado                      | Resultado | Ref.   |
| ---- | ----------------------- | --------------------------------------------------------- | -------------------------------------- | --------- | ------ |
| 2013 | Blue Dragon Film Awards | Melhor Ator Revelação                                     | Horror Stories 2                       | Indicado  |        |
| 2016 | Baeksang Arts Awards    | Melhor Ator Revelação                                     | Coin Locker Girl                       | Indicado  |        |
| 2016 | tvN10 Awards            | Prêmio Duas Estrelas                                      | Reply 1988 & Saturday Night Live Korea | Indicado  |        |
| 2016 | SBS Drama Awards        | Prêmio Top Excelência, Ator em Drama de Comédia romântica | Jealousy Incarnate                     | Indicado  |        |
| 2016 | SBS Drama Awards        | Prêmio Nova Estrela                                       | Jealousy Incarnate                     | Venceu    | [ 11 ] |
| 2017 | The Seoul Awards        | Melhor Ator Coadjuvante (Drama)                           | Chicago Typewriter                     | Indicado  | [ 40 ] |
| 2017 | KBS Drama Awards        | Prêmio de Excelência, Ator em Minissérie                  | Strongest Deliveryman                  | Indicado  |        |